# Elecciones municipales de Tambopata de 1983
Las elecciones municipales de Tambopata de 1983 se llevaron a cabo el 13 de noviembre de 1983 para elegir al alcalde y al Concejo Provincial de Tambopata para el periodo 1984-1986. La elección se celebró simultáneamente con elecciones municipales en todo el país.

## Sistema electoral
La Municipalidad Provincial de Tambopata es el órgano administrativo y de gobierno de la provincia de Tambopata. Está compuesta por el alcalde y el Concejo Provincial.
La votación del alcalde y el concejo se realiza en base al sufragio universal, que comprende a todos los ciudadanos nacionales mayores de dieciocho años, empadronados y residentes en la provincia de Tambopata y en pleno goce de sus derechos políticos, así como a los ciudadanos no nacionales residentes y empadronados en la provincia de Tambopata.
El Concejo Provincial de Tambopata está compuesto por 19 regidores elegidos por sufragio directo para un período de tres (3) años, en forma conjunta con la elección del alcalde (quien lo preside). La votación es por lista cerrada y bloqueada. Se asigna a la lista ganadora los escaños según el método d'Hondt o la mitad más uno, lo que más le favorezca.

## Composición del Concejo Provincial de Tambopata
La siguiente tabla muestra la composición del Concejo Provincial de Tambopata antes de las elecciones.
| Partidos | Partidos                 | Regidores |
| -------- | ------------------------ | --------- |
|          | Acción Popular           | 6         |
|          | Partido Aprista Peruano  | 5         |
|          | Lista Independiente N° 3 | 4         |
|          | Izquierda Unida          | 4         |

## Partidos y candidatos
A continuación se muestra una lista de los principales partidos y alianzas electorales que participaron en las elecciones:
| Candidatura | Candidatura | Partidos y alianzas | Candidatos | Candidatos        | Ideología                                               | Resultado previo | Resultado previo | Ref. |
| Candidatura | Candidatura | Partidos y alianzas | Candidatos | Candidatos        | Ideología                                               | Votos (%)        | Reg.             | Ref. |
| ----------- | ----------- | --- | ---------- | ----------------- | ------------------------------------------------------- | ---------------- | ---------------- | ---- |
|             | AP          | Lista - Acción Popular (AP) |            | E. Ruiz B.        | Humanismo Nacionalismo cívico Reformismo                | 33.33%           | 6                |      |
|             | APRA        | Lista - Partido Aprista Peruano (APRA) |            | J. Loyola L.      | Aprismo                                                 | 25.78%           | 5                |      |
|             | IU          | Lista - Izquierda Unida (IU) – Unión de Izquierda Revolucionaria (UNIR) – Unidad Democrático Popular (UDP) – Partido Socialista Revolucionario (PSR) – Partido Comunista Revolucionario (PCR) – Partido Comunista Peruano (PCP) – Frente Obrero Campesino Estudiantil y Popular (FOCEP) |            | J. del Maestro    | Marxismo-leninismo Mariateguismo Socialismo democrático | 19.86%           | 4                |      |
|             | PPC         | Lista - Partido Popular Cristiano (PPC) |            | R. Salazar F.     | Conservadurismo social Humanismo Democracia cristiana   | Nuevo            | Nuevo            |      |
|             | IND         | Lista - Lista Independiente N° 3 |            | Simón Horna Mejía | Localismo tambopatino                                   | Nuevo            | Nuevo            |      |

## Resultados

### Sumario general
|                        |                                 |              |              |              |           |           |
| Partidos y coaliciones | Partidos y coaliciones          | Voto popular | Voto popular | Voto popular | Regidores | Regidores |
| Partidos y coaliciones | Partidos y coaliciones          | Votos        | %            | ±pp          | Total     | +/−       |
|                        | Lista Independiente N° 3        | 1,656        | 40.44        | n/a          | 11        | +11       |
|                        | Partido Aprista Peruano (APRA)  | 1,070        | 26.13        | +0.35        | 4         | –1        |
|                        | Acción Popular (AP)             | 728          | 17.78        | –15.55       | 2         | –4        |
|                        | Izquierda Unida (IU)            | 527          | 12.87        | –6.99        | 2         | –2        |
|                        | Partido Popular Cristiano (PPC) | 114          | 2.78         | Nuevo        | 0         | ±0        |
|                        |                                 |              |              |              |           |           |
| Total                  | Total                           | 4,095        |              |              | 19        | ±0        |
|                        |                                 |              |              |              |           |           |
| Votos válidos          | Votos válidos                   | 4,095        | 78.87        | –6.84        |           |           |
| Votos en blanco        | Votos en blanco                 | 224          | 4.31         | –0.83        |           |           |
| Votos nulos            | Votos nulos                     | 873          | 16.81        | +7.65        |           |           |
| Votos emitidos         | Votos emitidos                  | 5,192        | 65.47        | +1.06        |           |           |
| Abstenciones           | Abstenciones                    | 2,738        | 34.53        | –1.06        |           |           |
| Votantes registrados   | Votantes registrados            | 7,930        |              |              |           |           |
|                        |                                 |              |              |              |           |           |
| Fuente:                |                                 |              |              |              |           |           |

## Elecciones municipales distritales

### Resultados por distrito
La siguiente tabla enumera el control de los distritos de la provincia de Tambopata. El cambio de mando de una organización política se resalta del color de ese partido.
| Distrito    | Alcalde(sa) titular     | Partido político | Partido político          | Alcalde(sa) electo(a)       | Partido político | Partido político |
| ----------- | ----------------------- | ---------------- | ------------------------- | --------------------------- | ---------------- | ---------------- |
| Inambari    | Gregorio Barazorda Vega |                  | Partido Popular Cristiano | Francisco Moreiano Saavedra |                  | Acción Popular   |
| Las Piedras | Nicanor Kuno Peña       |                  | Acción Popular            | Julio Azurín León           |                  | Acción Popular   |